# شاه‌سلطانلی
شاه‌سلطانلی (به ترکی آذربایجانی: Şahsoltanlı) یک منطقهٔ مسکونی در جمهوری آذربایجان است که در شهرستان گوی‌چای واقع شده‌است. شاه‌سلطانلی ۹۹۱ نفر جمعیت دارد.